# Aleksandr Villoing
Aleksandr Ivànovitx Villoing, rus: Александр Иванович Виллуан (Sant Petersburg, 1808 - 1878) fou un músic i teoric musical rus.
Vers l'any 1830 gaudia d'un gran renom a Moscou com a professor de piano. El cèlebre Nikolai Rubinstein li fou confiat quan el futur colós del piano només tenia vuit anys. Fou l'únic mestre que tingué Rubinstein, a qui acompanyà des de 1849 a 1853 en les seves gires artístiques per tot Europa.
Va ser autor d'un Mètode de piano que restà adoptat de text pel Conservatori de Sant Petersburg.